# Enrico Noris
Enrico Noris OESA, właśc. Girolamo Noris (ur. 29 sierpnia 1631 w Weronie, zm. 23 lutego 1704 w Rzymie) – włoski kardynał.

## Życiorys
Urodził się 29 sierpnia 1631 roku w Weronie jako Girolamo Noris. Studiował retorykę i logikę w Rimini, a następnie wstąpił do zakonu augustianów, gdzie przyjął imię Enrico. Po odbyciu nowicjatu i formacji zakonnej, podjął studia filozoficzne i teologiczne w Rzymie. Po przyjęciu święceń prezbiteratu, wykładał w Pesaro, Perugii, Florencji, Padwie i Rzymie. Ze względu na swoje ortodoksyjne poglądy był oskarżony o sympatie jansenistyczne i bajanistyczne. Kosma III Medyceusz mianował go osobistym teologiem i profesorem historii Kościoła na Uniwersytecie Pizańskim. Odmówił sakry biskupiej papieżom Klemensowi X i Innocentemu XI. 12 grudnia 1695 roku został kreowany kardynałem prezbiterem i otrzymał kościół tytularny S. Augustini. 6 marca 1700 roku został mianowany Bibliotekarzem i Archiwistą Kościoła Rzymskiego. Zmarł 23 lutego 1704 roku w Rzymie.